# Діти Сцени

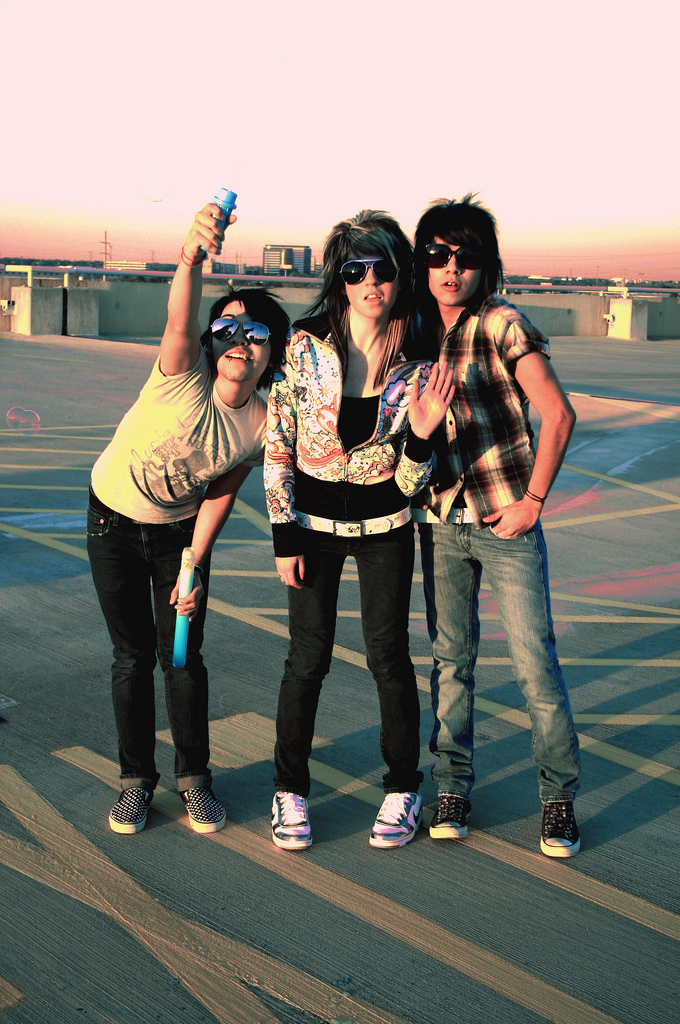
Представники субкультури Діти сцени 2008 року

Сцен кід — молодіжна субкультура, яка виникла на початку 2000-х років у США з попередньо існуючої субкультури емо. Субкультура стала популярною серед підлітків із середини 2000-х і до початку 2010-х років. Членів субкультури сцени називають сценічними дітьми, модниками або сценерами. Мода прихильників субкультури передбачає носіння вузьких джинсів, яскравого кольорового одягу, фірмової зачіски (пряме волосся з довгою смугою, що покриває чоло) та яскравого фарбування волосся. Музичні жанри, пов'язані з цією субкультурою, включають металкор, кранккор, дезкор, електронну музику та поп-панк.
З середини 2000-х до початку 2010-х років молодіжна субкультура набула популярності серед підлітків, а музика, пов'язана з субкультурою, досягла комерційного успіху як в андеграунді, так і в мейнстрімі. Такі гурти, як Bring Me the Horizon, Asking Alexandria, Pierce the Veil та Metro Station, привернули увагу прихильників руху поступово розширюючи аудиторію слухачів. У другій половині 2010-х років субкультура втратила популярність; проте з 2019 року з'явилися рухи, які відродили його.

## Мода

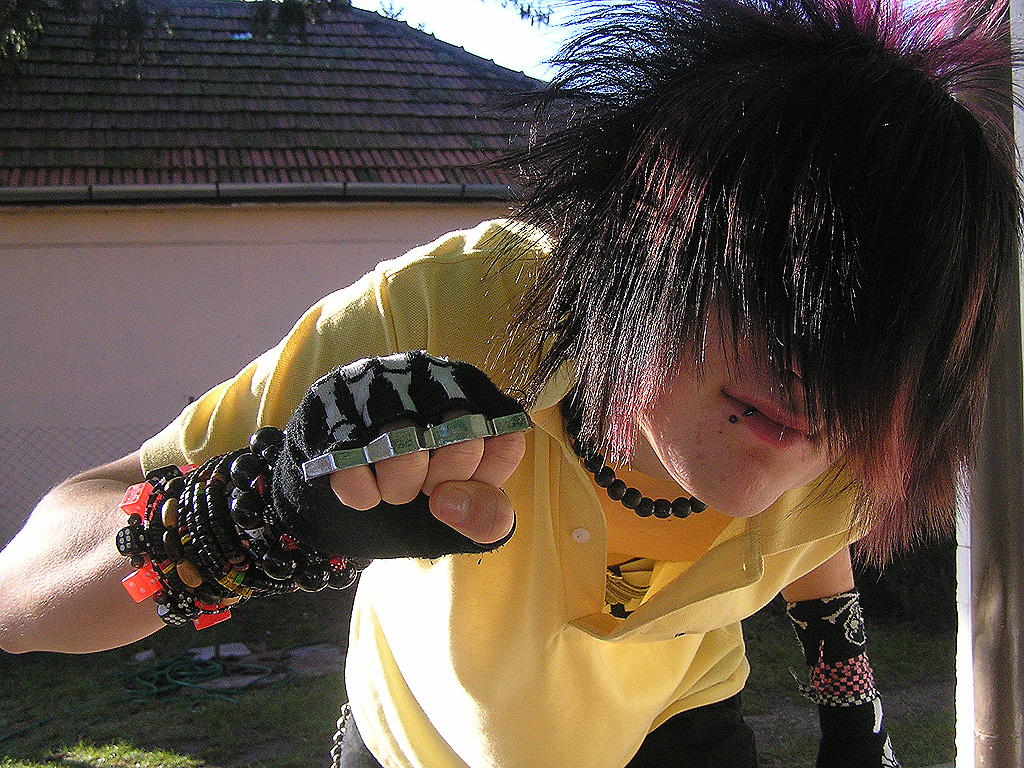
Приклад субкультури Діти Сцени

Мода Дітей Сцени відома своїм яскравим кольоровим одягом, вузькими джинсами, розтягнутими мочками вух, сонцезахисними окулярами, пірсингом, великими пряжками на ременях, браслетами, рукавичками без пальців, підводкою для очей, нарощеним волоссям і прямим андрогінним плоским волоссям із довгим пасмом, що прикриває чоло, а іноді й одне, або обидва ока. Діти Сцени часто фарбують своє волосся у світлий, рожевий, червоний, зелений або яскраво-синій колір. Представники сценічної субкультури часто роблять покупки в Hot Topic. Згідно з The Guardian, дівчина з цієї субкультури Єва О'Брайен описала прихильників течії як «щасливі емо».

## Музика
Представники субкультури асоціюються з різними стилями музики: металкору, дезкору, пост-гардкору, кранккору, електронної музики, інді-року, емо-попу та поп-панку. Серед виконавців та гуртів, яких, зазвичай, асоціюють із субкультурою, виокремлюють Cute Is What We Aim For, Asking Alexandria, Black Veil Brides, Attack Attack!, We Came As Romans, Bring Me the Horizon, Blood on the Dance Floor, Джефрі Стар, Paramore, Mayday Parade, Suicide Silence, the Medic Droid, Breathe Carolina, Escape the Fate, Falling in Reverse, Hawthorne Heights, Lights, Taking Back Sunday, Prima Donna та Design the Skyline. Багато гуртів, пов'язаних із субкультурою сцени, набули популярності завдяки веб-сайту соціальних мереж MySpace.

### Кранккор
Кранккор (також званий кранк-панк, скрімо-кранк і скранк) — музичний жанр ф'южн, популярний серед Дітей Сцени. Характеризується поєднанням культурних і музичних елементів кранка, скримо, поп-музики, електронної та танцювальної музики. Цей жанр часто містить скримінг, ритми хіп-хопу та сексуально провокаційні тексти. Відомими групами цього жанру були Brokencyde, Hollywood Undead, 3OH!3 та Millionaires.

### Неоновий поп-панк
Неоновий поп-панк — стиль поп-панку, який був популярний серед Дітей Сцени. Визначені більшим впливом поп-музики та електронної музики, ніж це було традиційно для поп-панку, популярні групи в стилі під час розпалу сцени включали All Time Low, the Maine, the Cab, Metro Station, Boys Like Girls, Cobra Starship та Forever the Sickest Kids.

## Історія

### Витоки

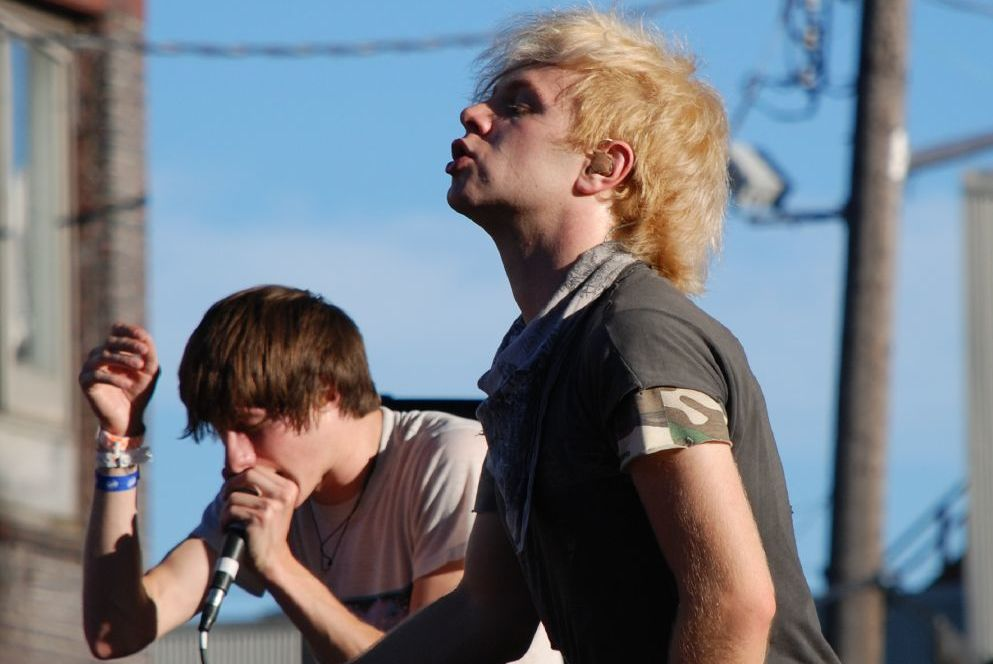
The Blood Brothers вплинули на розвиток субкультури Дітей Сцени

Субкультура Діти Сцени виникла в жанрі емо на початку 2000-х років у США. Назва почала використовуватися приблизно в 2002 році через термін «королева сцени», принизливий термін, що описує привабливих, популярних жінок, які сприймаються літніми хардкорними музикантами як такі, що займаються лише хардкором для субкультури.
«Fashioncore» — це естетика, започаткована металкор-гуртом Orange County Eighteen Visions, який допоміг зародити цю субкультуру. Виникнувши як спосіб навмисного протистояння гіпермаскулінності хардкору, він використовував багато аспектів, які визначали сценічну моду, як-от підводка для очей, вузькі джинси, сорочки з комірами, випрямлене волосся та білі ремені. За словами автора MetalSucks Фінна МакКенті, типову сценічну стрижку придумав басист Eighteen Visions Хав'єр Ван Хус. Сам Хасс був натхненний створити зачіску, побачивши постер гурту Orgy. У «Голосніше пекла» Кетрін Турман та Джона Відерхорна Райан Дауні стверджує, що «Хав'єр [Ван Хасс] справді очолював ідею з божевільними зачісками та рожевими, світлими та блакитними шматками волосся». Хоча термін почався як принизливий щодо модних людей на хардкорній сцені, зрештою цей стиль став популярним на початку 2000-х років завдяки успіху Eighteen Visions, Atreyu та From Autumn to Ashes.
Скрімо також стала помітним джерелом субкультури. Як і fashioncore, скрімо також був навмисним протистоянням гіпермаскулінності хардкору, причому зухвалі гурти робили це через використання відкритого гомоеротизму. Мода багатьох зухвалих музикантів, зокрема Джонні Вітні, головного вокаліста Blood Brothers, вплинула на розвиток Дітей Сцени.

### Основний успіх

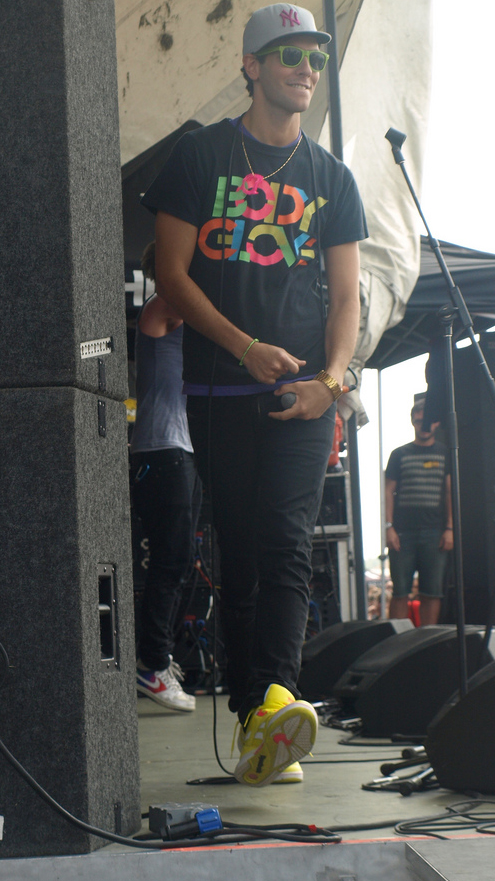
Гейб Сапорта допоміг визначити сценічну моду, взявши на себе вплив рейву та вуличної моди Харадзюку.

Діти Сцени увійшли до популярної культури після мейнстріму субкультури емо, інді-попу, поп-панку та хіп-хопу в середині 2000-х років. Дехто вважає, що субкультура сцени розвинулась безпосередньо з субкультури емо, тому їх часто порівнюють. У середині 2000-х років представники субкультури британської та американської сцени черпали натхнення зі сцени дезкору. У статті Phoenix New Times 2005 року письменниця Челсі Мюллер описала появу гурту Job for a Cowboy (гурту, який на той час був дезкором), написавши, що він «може виглядати як сценери з кошлатими емо-стрижками та вузькими штанами, і може висміювати великих металістів, але цей дез-металічний гурт справжній». Мюллер описала «Роботу для ковбоя» як «п'ять хлопців у дівочих джинсах та обтягуючих футболках із стрічкою». Ще один популярний серед представників сценічної субкультури ранній дезкор гурт — Bring Me the Horizon.
У наступні роки спектр сценічної моди розширився, включивши низку підстилів, що впливають на широкий спектр модних стилів. За словами автора PopMatters Ітана Стюарта, «найвідомішим [підстилем сцени] були ті, хто поєднував субкультуру з яскравою вечірньою модою», стиль, який він приписував початкам вокалісту Cobra Starship Гейбу Сапорті та впливу на них рейву та вуличної моди Харадзюку. Він також відзначив тих, на кого вплинула мода на глем-метал 1980-х років, наприклад учасників Black Veil Brides, Escape the Fate та Falling in Reverse. Він приписував походження цього стилю Blessed by a Broken Heart.
Члени субкультури швидко почали використовувати MySpace. У міру того як популярність MySpace зростала, веб-сайт почали розвивати деякі з перших інтернет-знаменитостей, яких називають «королями сцени». Відомими королями сцени MySpace є Одрі Кітчінг, Джеффрі Стар та учасники Millionaires.
Музичний фестиваль Warped Tour став популярним серед представників сценічної субкультури у 2000-х роках. Артисти, пов'язані з субкультурою, часто грали на фестивалі. Гурти, створені під впливом кранккору, електропопу та електронної танцювальної музики, набули популярності серед Дітей Сцени в середині та наприкінці 2000-х років, зокрема Cobra Starship та 3OH!3. Blood on the Dance Floor став особливо популярним після того, як у 2009 році як соліст приєднався до Джей фон Монро.
Наприкінці 2000-х років подібні субкультури виникли в Азії та Латинській Америці, зокрема Shamate у Китаї, Floggers в Аргентині, Coloridos у Бразилії та Pokemon у Чилі. Як і їхні американські колеги, ці Діти сцени носили яскравий одяг, андрогінне велике волосся та використовували підводку для очей, і ототожнювали себе зі сценою емо-поп, інді-рок, хіп-хоп та EDM.
Приблизно до 2014 року популярність цієї субкультури впала, вона також впливала на моду та культуру Tumblr веб-сайту, який згодом розвинув низку власних королев сцени, таких як Хелсі. Останнє шоу Warped Tour відбулося у 2019 році після щорічного показу з 1995 року.

### Відродження
Наприкінці 2010-х років зростала популярність музикантів, які починали свою кар'єру як учасники сценічних груп, зокрема Lil Lotus, Blackbear, Post Malone, Mod Sun та Lil Aaron. У рамках цього руху прийшов основний успіх емо-репу, на який впливала сцена.
Починаючи з 2019 року, існувало кілька рухів, які сприяли поверненню субкультури, наприклад #20ninescene (2019) та «Rawring 20s» (2020-ті роки). Такі веб-сайти, як SpaceHey та FriendProject, які зберігають ранній дизайн Myspace, набули популярності серед підлітків, а впливові особи соціальних медіа в Instagram і TikTok почали приймати сценічну моду. Приблизно в цей час ця субкультура також вплинула на розвиток субкультури електронних дівчат та електронних хлопців і розвиток гіперпопу. Фестиваль «Сцена» також повернувся у 2022 році під назвою «Коли ми були молодими».

## Критика

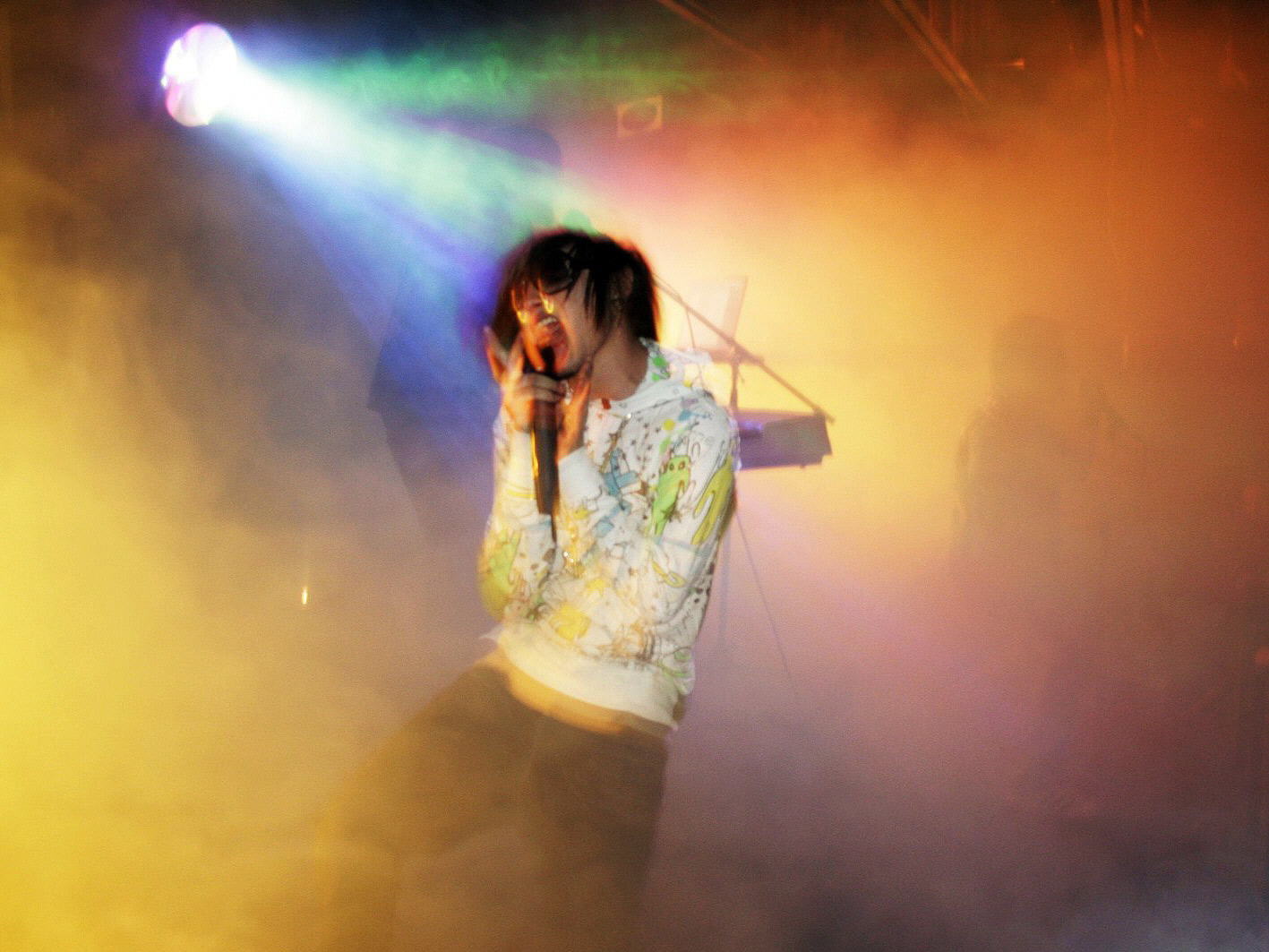
Brokencyde був популярним сценічним гуртом, який отримав широку критику за своє звучання та нову моду

Згідно зі статтею The Sydney Morning Herald від 30 березня 2008 року, люди емо критикували субкультуру Дітей Сцени, звинувачуючи прихильників у тому, що вони «зривають свій стиль». Субкультура сцени також була предметом критики з боку представників субкультури металістів. Пейоративні терміни, такі як «myspace-core», «scenecore» та «mallcore», використовувалися для опису сценічної музики й виконавців. Ці терміни висміюють використання суфікса «-кор», застосований для опису жанрів, пов'язаних із субкультурою сцени, таких як металкор, кранккор та дезкор. Кранккор зазнав критики, а музичні оглядачі негативно сприйняли цей жанр. The Boston Phoenix згадав про критику стилю, заявивши, що «ідея про те, що жменька дітей реміксує скримо з найнижчим загальним знаменником із кранк-бітами, незаконно привласненими гангстеризмами та надзвичайною кричущою модою емо, безсумнівно, розпалює сповнені ненависті образи» Deathcore піддався критиці з боку спільноти хеві-металу за використання брейкдаунів..